# Paolo Ferrari (Lustspieldichter)
Paolo Ferrari (* 5. April 1822 in Modena; † 9. März 1889 in Mailand) war ein italienischer Lustspieldichter.

## Leben

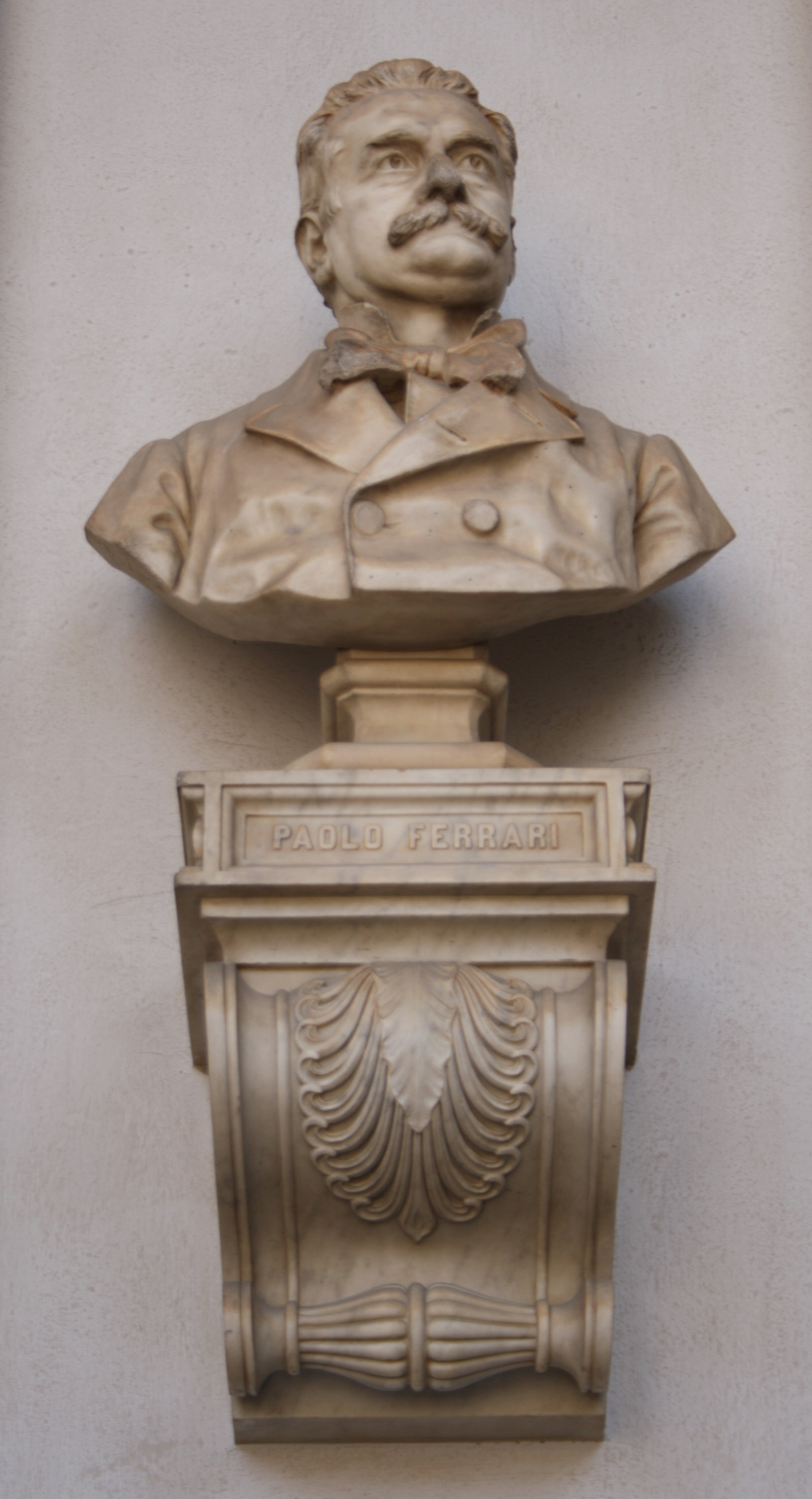
Paolo Ferrari

Ferrari studierte in Modena Jura, vor allem aber Geschichte und Literatur. Sein Vater wirkte als herzoglicher Gouverneur in Massa. Hier schrieb Ferrari 1847 seine erste Komödie: „Bartolomeo calzolaro“, die er später „Il codicillo dello zio Venanzio“ nannte. Es folgten andere Stücke, so zum Beispiel „La donna e lo scettico“ und „Il codicillo“. 
1852 schrieb er sein Meisterwerk: „Goldoni e le sue sedici commedie nuove“, welches zunächst zwei Jahre lang nicht aufgeführt wurde, dann aber sowohl beim Publikum als auch bei der Kritik einen seltenen Triumph errang. Genauso erfolgreich war 1857 die Komödie „Parini e la satira“. Beide Werke galten lange Zeit als die 
besten Erzeugnisse auf dem Gebiet des modernen italienischen Lustspiels.
Es folgten weitere Dramen und Lustspiele. Pikante Stoffe, ernste Tendenzen, pointierter Dialog, geschickte Mache und zum Teil auch grelle Effekte erinnern in Ferraris neueren Stücken hier und da an französische Muster. 1860 übernahm Ferrari eine Professur der Geschichte in Modena, später eine weitere an der wissenschaftlichen Akademie zu Mailand.

## Weitere Werke
- El testamento de Venanzio
- Prosa (ursprünglich „Il Tartufi o moderno“)
- Dante a Verona
- Una poltrona storica
- La medicina d una ragaa ammalata (1862, zuerst im modenesischen Dialekt geschrieben)
- Gll uomlnl serll (1869)
- L'attrice cameriera (1871)
- ^essun va al campo (II)
- Cause ed effetti (1872)
- Duello (1868)
- Il suicidio  (ein auch auf deutschen Bühnen mit Erfolg aufgeführtes Stück, 1875)
- Dnballolnprovincja
- Vecchle storie
- Gll amici rivall
- Le due donne (deutsch in Reclams „Universalbibliothek“)
- Il ridicolo (1878)
- Il perdono (1879)
- Per vendetta (1880)
- Dn glovaneufficlale
- L'Antonietta in collegio  (1880)

Eine Gesamtausgabe seiner „Opere drammatiche“ erschien in Mailand (1877–80, 14 Bände).
| Personendaten    | Personendaten                  |
| ---------------- | ------------------------------ |
| NAME             | Ferrari, Paolo                 |
| KURZBESCHREIBUNG | italienischer Lustspieldichter |
| GEBURTSDATUM     | 5. April 1822                  |
| GEBURTSORT       | Modena                         |
| STERBEDATUM      | 9. März 1889                   |
| STERBEORT        | Mailand                        |